# Phrynopus peruanus
Espèce
Statut de conservation UICN

 CR B1ab(iii) : 
En danger critique
Phrynopus peruanus est une espèce d'amphibiens de la famille des Craugastoridae.

## Répartition
Cette espèce est endémique de la région de Junín au Pérou. Elle se rencontre dans les environs de Maraynioc à environ 3 825 m d'altitude.

## Étymologie
Son nom d'espèce lui a été donné en référence au lieu de sa découverte, le Pérou.

## Publication originale
- Peters, 1873 : Über Zwei Giftschlangen aus Afrika und über neue oder weniger bekannte Gattungen und Arten von Batrachiern. Monatsberichte der Königlich Preussischen Akademie der Wissenschaften zu Berlin, vol. 1873, p. 411-418 (texte intégral).